# レイモン・カラ
レイモン・カラ（Raymond Koned Kalla Nkongo、1975年4月22日 - ）は、カメルーンの元サッカー選手。元カメルーン代表。ポジションはディフェンダー。

## 来歴
1994年5月にカメルーン代表デビュー。翌月の1994 FIFAワールドカップにもグループステージ全3試合に出場した。1998 FIFAワールドカップにも2大会連続で出場。アフリカネイションズカップ2000、アフリカネイションズカップ2002では2連覇を果たした。3大会連続出場となる2002 FIFAワールドカップにもグループステージ全3試合に出場した。2006年までに64試合に出場、2得点をあげた。

## 代表歴

### 出場大会
- カメルーン代表
  - 1994 FIFAワールドカップ
  - 1998 FIFAワールドカップ
  - 2002 FIFAワールドカップ

### 試合数
- 国際Aマッチ 64試合 2得点（1994年-2006年）[1]

| カメルーン代表 | 国際Aマッチ | 国際Aマッチ |
| 年             | 出場        | 得点        |
| -------------- | ----------- | ----------- |
| 1994           | 8           | 1           |
| 1995           | 2           | 0           |
| 1996           | 2           | 0           |
| 1997           | 7           | 0           |
| 1998           | 9           | 0           |
| 1999           | 2           | 0           |
| 2000           | 6           | 1           |
| 2001           | 10          | 0           |
| 2002           | 14          | 0           |
| 2003           | 0           | 0           |
| 2004           | 0           | 0           |
| 2005           | 2           | 0           |
| 2006           | 2           | 0           |
| 通算           | 64          | 2           |